# 로베르토 데 제르비
로베르토 데체르비(Roberto De Zerbi, 1979년 6월 6일 ~ )는 이탈리아의 전 축구 선수, 현 축구 감독이다. 현재 프랑스 리그 1의 올랭피크 드 마르세유의 감독이다.

## 수상

### 선수

#### CFR 클루지
- 리가 I : 2009–10, 2011–12
- 루마니아 컵 : 2009–10

### 감독

#### 칼초 포자 1920
- 코파 이탈리아 레가 프로 : 2015-16

#### FC 샤흐타르 도네츠크
- 우크라이나 슈퍼컵 : 2021